# Juraj Jakubisko
Juraj Jakubisko (Kojšov, 30 de abril de 1938-Praga, 24 de febrero de 2023) fue un director de cine eslovaco. Dirigió quince películas entre 1967 y 2008. A menudo asumía el doble papel de director de fotografía y también se le acredita como guionista, ya que generalmente coescribe o escribe los guiones de sus películas. En 2000 fue nombrado Mejor Director Eslovaco del siglo XX por críticos de cine y periodistas. Su trabajo se ha descrito habitualmente como realismo mágico.

## Carrera
Antes de entrar en la industria cinematográfica, Jakubisko estudió fotografía en Bratislava, y trabajó para la televisión en Košice. En 1960 se trasladó a Praga donde ingresó en la Escuela de Cine y Televisión de la Academia de Artes Escénicas en Praga (FAMU), estudiando dirección bajo la tutela de Václav Wasserman. Se graduó en 1965 y comenzó a trabajar para Alfréd Radok en el teatro Laterna Magika de Prague. Cosechó sus primeros éxitos internacionales con cortos experimetales antes de debutar con su primer film Los años de Cristo (en eslovaco: Kristove roky) en 1967. Este film ganó el premio FIPRESCI y el Premio Josef von Sternberg en Mannheim, Alemania. His next film, Deserters and Pilgrims, won the Little Lion award for young artists at the Venice Film Festival.
La carrera de Jakubisko estuvo profundamente impactada por los acontecimientos políticos de Checoslovaquia de 1968, con su trabajo enfrentándose a la censura en el período posterior a la invasión del Pacto de Varsovia liderada por los soviéticos en respuesta a la Primavera de Praga. Durante el período de "normalización" que siguió, hizo algunos documentales, aunque ninguno de ellos importante. Filmó Tri vrecia cementu a zivy kohút  en 1976, pero no fue exhibido públicamente hasta 1978.
Regresó al mundo del largometraje en 1979 con Build a House, Plant a Tree (en eslovaco: Postav dom, zasaď strom), que sin embargo estuvo prohibido por sus mensajes contra el régimen, pero no sin antes recibir una acogida positiva en un festival de cine en Ámsterdam. Su reconocimiento en Ámsterdam recobró el interés por el trabajo de Jakubisko, empezando un periodo fértil, culminando en 1983 con la épica La abeja milenaria (en eslovaco: Tisícročná včela). Esta película fue un gran éxito, proyectándose en cines durante muchas semanas después de su estreno y ganando premios en festivales de cine en Sevilla y Venecia. Posteriormente, la película fue nombrada la mejor película de la década de 1980 por los periodistas checoslovacos.
En 1985, Jakubisko dirigió una película para niños, "La dama de las nieves", con Giulietta Masina, la esposa de Federico Fellini, con quien Jakubisko también tenía una estrecha amistad. Su película "Sentado en una rama, divirtiéndome", estrenada tres meses antes del fin del régimen comunista en Checoslovaquia, le valió a Jakubisko su aclamación más internacional, incluido el Gran Premio del Festival Internacional de Cine de Moscú en 1990. En 1990, enseñó su faceta de terror surrealista con See You In Hell, My Friends, un guion que había sido censurado por los censores comunistas durante 20 años.
Jakubisko y su esposa se trasladaron a Praga tras la disolución de Checoslovaquia en 1993, y fundaron una productora, Jakubisko films. El siguiente largometraje de Jakubisko sería Un informe ambiguo sobre el fin del mundo (1997), una comedia satírica basada en las profecías de Nostradamus. La película ganó cuatro premios León Checo. En 1998, Jakubisko se unió a la Academia de Cine Europeo y también fue galardonado con el Premio Maverick por la Taos Talking Pictures Film Festival. En el 2000, fue nombrado el Mejor Director Eslovaco del siglo XX por los escritores cinematográficos y ganó el Sello de Oro en Belgrado por su contribución al cine mundial.
En junio de 2001 fue nombrado profesor en FAMU, su alma mater, y la Academia de Arte Masaryk de Praga le otorgó un premio a toda su trayectoria. En 2002 recibió un León Checo por sus logros artísticos y recibió la Pribina Cross del gobierno eslovaco, un premio especial otorgado a quienes han ayudado en el desarrollo económico, social o cultural de Eslovaquia. Su siguiente largometraje fue Post Coitum (2004), una comedia sobre el amor protagonizada por Franco Nero.

### Bathory
El 2008 vio el estreno de Bathory, protagonizada por Anna Friel como Isabel Báthory, una condesa húngara de los siglos XVI-XVII, a menudo afirmada como una de las nobles más sanguinarias de la historia. Tenía fama de haberse bañado en sangre de jóvenes eslovacas. Famke Janssen fue originalmente elegida para el papel principal.
Además de ser la primera película en inglés de Jakubisko, se informó que  Bathory  sería la producción cinematográfica más cara en la historia de cine de la República Checa, que implica la inversión de numerosas empresas de toda Europa.
En 2007 se informó que dos exmiembros del personal de producción, Jan Milic y Karel Lupomesky, habían robado una copia de la película de los estudios en Praga y amenazaban con publicarla en Internet si no se les entregaba £12000 esterlinas. Pronto fueron aprehendidos y la película fue recuperada, aparentemente sin ser lanzada. La pareja fue declarada culpable y recibió sentencias suspendidas de ocho y diez meses por intento de chantaje al productor Deana Jakubisková-Horváthová.
El estreno mundial de "Bathory" se celebró en el Festival de Cine de Karlovy Vary, República Checa el 10 de julio de 2008. La película fue nombrada la película más exitosa de todos los tiempos en Eslovaquia.

### Últimas apariciones
En mayo de 2012 en Praga, a los 74 años, fue operado para el trasplante de corazón. En 2013, Jakubisko publicó la primera parte de su autobiografía, Živé stříbro.

## Filmografía
| Título en español                                       | Título original                                         | Año                       |
| ------------------------------------------------------- | ------------------------------------------------------- | ------------------------- |
| Poslední nálet (corto)                                  | Poslední nálet (corto)                                  | 1960                      |
| Každý den má své jméno (corto)                          | Každý den má své jméno (corto)                          | 1960                      |
| Strieborný vietor (corto)                               | Strieborný vietor (corto)                               | 1961                      |
| První třída (corto)                                     | První třída (corto)                                     | 1962                      |
| Mlčení (corto)                                          | Mlčení (corto)                                          | 1963                      |
| Déšť (corto)                                            | Déšť (corto)                                            | 1965                      |
| Čekají na Godota (corto)                                | Čekají na Godota (corto)                                | 1965                      |
| Los años de Cristo                                      | Kristove roky                                           | 1967                      |
| Desertores y peregrinos                                 | Zbehovia a pútnici                                      | 1968                      |
| Pájaros, huérfanos y locos                              | Vtáčkovia, siroty a blázni                              | 1969                      |
| Hasta el infierno, amigos                               | Dovidenia v pekle priatelia                             | 1970                      |
| The Construction of the Century (documental)            | Stavba storočia                                         | 1972                      |
| Slovakia - a country under the Tatras (documental)      | Slovensko - krajina pod Tatrami                         | 1975                      |
| El baterista de la cruz roja (documental)               | Bubeník Červeného kríža                                 | 1977                      |
| Three bags of cement and a live rooster (documental)    | Tri vrecia cementu a živý kohút                         | 1978                      |
| Build a House, Plant a Tree                             | Postav dom, zasaď strom                                 | 1980                      |
| Infidelity, Slovak Style (miniserie)                    | Nevera po slovensky                                     | 1981                      |
| La abeja milenaria                                      | Tisícročná včela                                        | 1983                      |
| La dama de las nieves                                   | Perinbaba                                               | 1985                      |
| Freckled Max and the Spooks                             | Pehatý Max a strašidlá                                  | 1987                      |
| La tía de Frankenstein (TV)                             | Frankensteinova teta                                    | 1987                      |
| Sitting on a Branch, Enjoying Myself                    | Sedím na konári a je mi dobre                           | 1989                      |
| See You in Hell, Friends                                | Dovidenia v pekle, priatelia                            | 1970 (presentado en 1990) |
| Almost a Pink story (TV)                                | Takmer ružový príbeh                                    | 1990                      |
| It's Better to Be Wealthy and Healthy Than Poor and Ill | It's Better to Be Wealthy and Healthy Than Poor and Ill | 1992                      |
| Un informe ambiguo sobre el fin del mundo               | Nejasná zpráva o konci světa                            | 1997                      |
| Post Coitum                                             | Post Coitum                                             | 2004                      |
| Bathory. La condesa de la sangre                        | Bathory                                                 | 2008                      |

## Teatro
- Casanova (1995) ballet, Laterna Magica, Prague, Czech Republic
- Krútňava (1999) ópera, Slovak National Theatre, Bratislava, Slovakia
- Svätopluk (2008) ópera, Slovak National Theatre, Bratislava, Slovakia

## Exhibiciones
- Paris (2000), France
- Berlin (2004),Germany, Italy (2004)
- Prague (2004, 2005), Czech Republic
- Miro Gallery, Bratislava (2009), Slovakia
  - Presidential palace, Bratislava (2009), Slovakia
- 6 exhibitions (2010), Czech Republic

## Premios y distinciones
Festival Internacional de Cine de Venecia
| Año  | Categoría              | Película              | Resultado |
| ---- | ---------------------- | --------------------- | --------- |
| 1985 | Premio Sergio Trasatti | La dama de las nieves | Ganador   |